# 悲しみは鐘の音とともに
「悲しみは鐘の音とともに」（英語: One less bell to answer）は、1970年に全米チャート2位を獲得したフィフス・ディメンションの1970年代の代表作でバート・バカラックの作品でもある。イージー・リスニング・チャートでは第1位 R&Bチャートでも第4位を記録しており彼らの代表作の一つで「離婚」をテーマにした異色の作品である。1970-1971年にかけて大ヒットしている。

## 解説
1970年ソウルシティ・レコードからベル・レコードに移籍したフィフス・ディメンションの移籍後の最初の大ヒットでプラチナ・ディスクを獲得している。この作品は元々1967年キーリー・スミスが録音したもののヒットせず,その後ローズマリー・クルーニー盤が1968年イージー・リスニングチャートで34位を記録している。プロデューサーのボーンズ・ホーはアルバム「ポートレイト」を制作するさい,この曲を収録した。当初この作品をシングル発売する予定はなかったがアメリカTVドラマ「スパイのライセンス It Takes A Theif」シーズン3　"To Sing a Song of Murder"（アメリカabcテレビ 1970/2/23放送分。、日本では翌年TBS/ABC系列で放送）で使用され、マリリンはエピソード中のマドンナ役を演じた他、全員がゲスト出演をしこの曲を放送局のDJたちが根強くオン・エアーしたこともあり,それがシングル発売につながったのである。ディオンヌ・ワーウィックがこの曲を録音したのは1972年でカーペンターズの「遥かなる影」のようにバカラック作品としては珍しい掘り起こされたような作品でもある。マリリン・マック―がリード・ヴォーカルをとり自分の元を去っていった夫へのやるせない気持ちが巧みに表現されており,それが女性たちの共感を呼び大ヒットにつながったともいえる。このあとフィフス・ディメンションはバラード路線へと向かい1971年には"Never my love"1972年には"If I could reach you"がイージー・リスニングチャートで第1位を記録している。。

## カバー
- バート・バカラック(1971）
- ヴィッキー・カー(1971）
- デルズ（1971）
- ディオンヌ・ワーウィック(1972）
- グラディス・ナイトとピップス(1971）
- シャーリー・バッシー(1972）
- スタンリー・ジョーダン(1987)